# تاريخ تربية النبات
تحسين النوع النباتي (أو استيلاد النباتات) بدأ مع الزراعة المستقرة، لا سيما تدجين أول النباتات الزراعية، وهي العملية التي تعود تقريبًا إلى ما بين 9000 و11000 سنة. وفي البداية، اختار المزارعون الأوائل النباتات الغذائية التي تتمتع بخصائص معينة مرغوب فيها، واستخدموا هذه النباتات كمصدر بذور للأجيال اللاحقة، الأمر الذي أدى إلى تراكم الخصائص مع مرور الوقت. وفي وقت معين، بدأت التجارب باستخدام التهجين المتعمد والعلوم، وازداد فهمها بشكل كبير بعد عدة قرون وذلك بظهور أعمال جريجور ميندل. وأدى عمل مندل في نهاية المطاف إلى علم الوراثة الجديد. وتُعتبر عملية تحسين النوع النباتي الحديثة من علوم الوراثة التطبيقية، إلا أن أساسها العلمي أوسع نطاقًا، حيث تغطي البيولوجيا الجزيئية وعلم الخلايا والنظاميات (علم التصنيف) وعلم وظائف الأعضاء وعلم الأمراض وعلم الحشرات والكيمياء والإحصائيات (علم المقاييس الحيوية). كما طورت التكنولوجيا الخاصة بها. وتنقسم جهود تحسين النوع النباتي إلى عدد من المعالم التاريخية المختلفة.

## التهجين

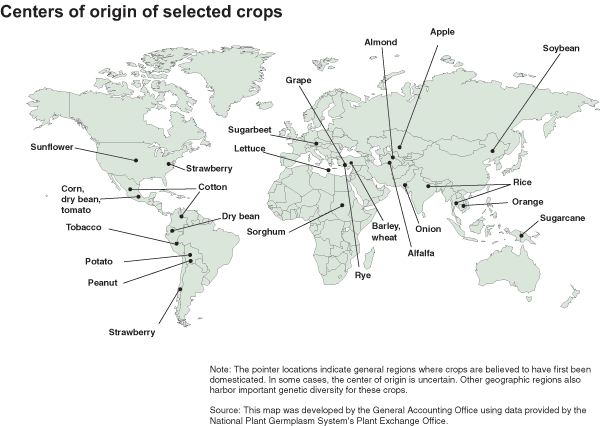
تبين هذه الخريطة موقع تدجين عدد من المحاصيل. وتسمى المناطق التي تم فيها تدجين المحاصيل في العصور المبكرة مراكز المنشأ

قد تؤدي عملية تحسين النوع النباتي في بعض المواقف إلى تدجين النباتات البرية. وتدجين النباتات هو عملية انتقاء اصطناعي يقوم بها البشر لإنتاج النباتات التي تتمتع بسمات مرغوب فيها أكثر من التي تتمتع بها النباتات البرية، والتي تجعلها تعتمد على البيئات الاصطناعية (المحسنة عادة) من أجل استمرار وجودها. وتعود هذه العملية تقريبًا إلى ما بين 9000 و11000 سنة. والعديد من المحاصيل الموجودة حاليًا هي نتاج التدجين في العصور القديمة، أي حوالي منذ 5000 آلاف سنة في العالم القديم و3000 سنة في العالم الجديد. وفي فترة العصر الحجري الحديث، أخذت عملية التدجين 1000 سنة على الأقل و7000 سنة كحد أقصى. واليوم تأتي جميع المحاصيل الغذائية الرئيسية من الأصناف المستأنسة. ومعظم النباتات المستأنسة المستخدمة حاليًا لأغراض غذائية وزراعية قد تم استئناسها في مراكز المنشأ. وفي هذه المراكز لا تزال هناك مجموعة متنوعة كبيرة من النباتات البرية وثيقة الصلة، التي تُسمى الأصناف البرية ذات الصلة بالمحاصيل، والتي يمكن استخدامها أيضًا لتحسين الأصناف الحديثة عن طريق عملية تحسين النوع النباتي.
والنبات الذي يكون منشؤه أو انتقاؤه يرجع أساسًا للنشاط البشري المتعمد يُسمى النبات المستأنس، وصنف المحاصيل المزروعة الذي تطور من الأصناف البرية بسبب الضغوط الانتقائية من المزارعين التقليديين يُسمى سلالة محلية. والسلالات، التي قد تكون نتيجة للقوى الطبيعية أو التدجين، هي نباتات أو حيوانات تتناسب بشكل مثالي مع منطقة أو بيئة معينة. ومن الأمثلة على ذلك سلاسلات الأرز وسلالات أوريزا ساتيفا إنديكا، التي تم تطويرها في جنوب آسيا وسلالات أوريزا ساتيفا الكاميليا، التي تم تطويرها في الصين.
للتعرف على المزيد حول آليات التدجين، انظر الهجين (علم الأحياء).

## الانتقاء والتهجين
قام البشر بمبادلة النباتات المفيدة من بلاد بعيدة لعدة قرون، وتم إرسال صيادي النباتات لجلب النباتات اللازمة للزراعة. وتمخضت عن الزراعة البشرية نتيجتان هامتان: باتت النباتات الأكثر تفضيلاً من قِبل البشر تُزرع في أماكن كثيرة، (2) أتاحت الحدائق والمزارع بعض الفرص لتهجين النباتات، وهو الأمر الذي لم يكن ممكنًا للأسلاف البرية لهذه السلالات. وأحدث اكتشاف أمريكا الشمالية من قبل كولومبوس في عام 1492 تحولاً غير مسبوق للموارد النباتية (بين العالم القديم والجديد).
وكانت هناك بعض التجارب التي أجريت قبل مندل حول التهجين المتعمد لإنتاج محاصيل نباتية أعلى جودة. وتم إنشاء بعض الشركات العاملة في مجال البذور مثل شركة Gartons Agricultural Plant Breeders في إنجلترا، استنادًا إلى نجاح هذه الوسائل.

## الوراثة المندلية والثورة الخضراء
أدت تجارب جريجور مندل على التهجين إلى وضع قوانين الوراثة. وبعدما بات هذا العمل معروفًا جيدًا، فإنه شكل أساس علم الوراثة الجديد، الأمر الذي حفز إجراء الأبحاث من قِبل العديد من علماء النباتات المكرسين لتحسين إنتاج المحاصيل من خلال عملية تحسين النوع النباتي.
وخلال القرن العشرين، كان هناك تحسن ملحوظ في ثلاثة محاصيل مهمة اقتصاديًا، والتي حولت العجز الغذائي العالمي إلى فائض غذائي عالمي، وهو ما يُعرف باسم الثورة الخضراء. وفي بداية الأمر، جاء تطوير الذرة الشامية الهجين، ثم تلاه سلالة «القمح شبه القزم» عالية الإنتاجية (والتي حصل بموجبها العالم بالمركز الدولي لتحسين الذرة الشامية والقمح وهو إن إي بورلوغ على جائزة نوبل للسلام عام 1970)، ثم جاءت ثالثًا أصناف «الأرز قصير القامة» عالية الإنتاجية. وعلى نحو مماثل، تم تحقيق تحسينات ملحوظة في محاصيل أخرى مثل السرغوم والبرسيم الحجازي.

## علم الوراثة الجزيئية والثورة البيولوجية
أدى التهجين الجسدي الكلي الذي أبدته النباتات إلى تطوير تقنيات زراعة الأنسجة، مثل التهجين الجسدي ومضاعفة الإنتاج الفرداني والإكثار النسيلي والانتقاء في المختبر. وأدت البحوث المكثفة في مجال علم الوراثة الجزيئية إلى تطور تقنية الحمض الريبي النووي المنزوع الأكسجين المأشوب (المعروفة شعبيًا باسم الهندسة الوراثية). وقد فتح التقدم المحرز في تقنيات التكنولوجيا الحيوية المجال أمام الكثير من إمكانيات تربية المحاصيل. وبالتالي، في حين أن الوراثة المندلية قد سمحت لمربي النباتات بإجراء تحولات وراثية في محاصيل قليلة، فإن الوراثة الجزيئية قد أتاحت المفتاح للتلاعب بالبنية الوراثية الداخلية و«صياغة» أصناف جديدة وفقًا للبرنامج المحدد مسبقًا.